# Висковатов, Иван Михайлович
Ива́н Миха́йлович Вискова́тов (Вискова́тый; казнён 25 июля 1570 в Москве) — московский дипломат XVI века, русский государственный деятель, посол, думный дьяк, хранитель государственной печати (печатник). С 1549 по 1570 год глава Посольского приказа.

## Биография
Из дворянского рода Висковатовых, ветви князей Мещерских. Был дьяком царя Ивана Грозного (с 1549 года, по другим данным — с 1553 года), потом думным дьяком и управлял посольским приказом (1556) вместе с Алексеем Адашевым. В документах начального периода проходит, как дьяк Иван Михайлов и впервые появляется в посольских книгах 19 марта 1542 года, как подьячий Иван Михайлов сын Висковатых. В 1553 году производил "целование" князей и бояр, держа крест.  В 1561 году Висковатых был назначен печатником, соединив таким образом хранение государственной печати с дипломатическим ведомством — обычай, удержавшийся в XVII веке. По должности печатника Висковатых был членом боярской думы. Царь пользовался им как искусным дипломатом в важнейших делах как внутренней, так и внешней политики. Так, по вопросу о престолонаследии и по делу о присяге Димитрию Висковатов является доверенным лицом государя: во время опасной болезни Грозного в 1553 году Висковатых первый подал царю мысль о назначении наследника, а в поднявшейся дворцовой смуте одним из первых поддерживал кандидатуру малолетнего Дмитрия.

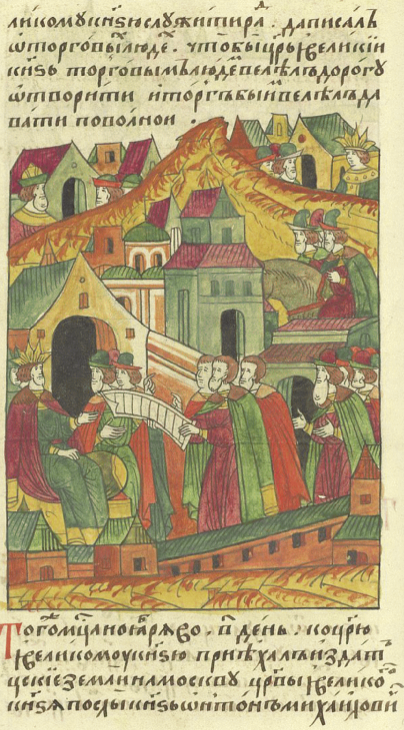
"В том же месяце ноябре во 2 день к царю и великому князю приехади из Датской земли на Москву посол царя и великого князя Антон Михайлович Ромодановский, да Иван Михайлов, сын Висковатого, да дьяк Пётр Григорьев, сын Совина" Лицевой летописный свод (1568 - 1576)

В 1553 году на церковном соборе, собранном по поводу ереси Матвея Башкина, Висковатых выступает против западных нововведений в иконописи (так называемое дело дьяка Ивана Висковатого о новонаписанных после московского пожара 1547 года иконах), в частности, против изображения Бога Отца, Софии и иных символических и аллегорических изображений. В результате дьяк был обвинён собором в возмущении народа и на три года отстранён от причастия, должен был каяться в своих «хульных помышлениях» и никогда более не рассуждать об иконном писании.
В 1554 году он был назначен членом следственной комиссии боярской думы по делу об измене князя Семёна Ростовского. В начале Ливонской войны он вместе с Адашевым ведёт переговоры с ливонскими послами; по тем же ливонским делам Висковатых был в посольстве в Дании (1563—1564), сносился с Крымом и прочее. На земском соборе 1566 года советовал заключить с Польшей перемирие и не требовать спорных ливонских городов, а лишь поставить в качестве условий для Польши вывод из этих городов её войск и нейтралитет Польши в русско-ливонской войне. Им была составлена опись посольского архива.
В 1570 году, после новгородского погрома, производились розыски, и в числе других взят под стражу и Висковатый. На площади в Китай-городе в присутствии самого царя Висковатых первому прочли обвинительные пункты, гласившие, будто бы он сносился с Сигизмундом, хотел предать ему Новгород, писал султану, чтобы он взял Казань и Астрахань, и звал крымского хана опустошать Россию. Висковатый начал речь к народу, в которой назвал эти обвинения наглыми клеветами, но ему не дали говорить, схватили и казнили. Царь велел казнить Висковатого, привязав к столбу и приказав своим приближённым заживо отрезать от его тела по куску. Опричник Иван Реутов, отрезавший кусок, ставший для Висковатого последним, был обвинен царём в попытке смягчить страдания осужденного. Реутова Иван Грозный тоже приказал казнить, но тот умер от чумы, не дожив до исполнения приговора.
О казни писал в воспоминаниях иностранец Пауль Одерборн.
Жена его сослана была в монастырь, где и скончалась. Иван Висковатый не оставил потомства; продолжателем рода был родной соимённый ему брат, которого при том же царе Грозном видим в Разбойном приказе.
Вотчины Ивана Висковатых были в Переяславском уезде, одно в Коломенском уезде. Современные историки сходятся во мнении, что у Ивана Висковатого были дети и род его не прекратился, так в документах 1554 года упоминается сын боярский Третьяк Висковатый (третий сын), а в синодике Чудова монастыря записан род Ивана Иванова сына Висковатого. В 1700 году двое Висковатых владели поместьями.